# Rouvroy-Ripont
Rouvroy-Ripont là một xã thuộc tỉnh Marne trong vùng Grand Est đông nam nước Pháp. Xã này nằm ở khu vực có độ cao trung bình 125 mét trên mực nước biển.
Dân số năm 2007 chỉ có bảy người.